# Stigger
Stigger, mit bürgerlichem Namen Steve Calladine, ist neben Ian Stuart Donaldson das bekannteste Mitglied der britischen Rechtsrock-Band Skrewdriver, der nach der Auflösung der Band europaweit als rechtsextremer Liedermacher auftritt.

## Leben
Stigger, der zu diesem Zeitpunkt eher als unpolitisch galt, traf um 1987 Ian Stuart Donaldson und wurde das zweite feste Bandmitglied von Skrewdriver in häufig wechselnden Besetzungen. Die Schwester Calladines war Ian Stuarts langjährige Freundin, wodurch Stuart und Calladine sich auch kennenlernten. Calladine, der bis dahin Band-Erfahrung in diversen Cover-Bands gesammelt hatte, prägte in den folgenden Jahren die Musik Skrewdrivers, die vorher dem klassischen Punk-Rock zugewandt war. Hierbei kam ihm sein Können an der E-Gitarre, im Vergleich zu den vorigen Gitarristen Skrewdrivers, zugute.
Seine Solokarriere wollte er eigentlich 1992 starten, doch die halbfertigen Aufnahmen für ein Soloalbum mit Coverversionen von Black Sabbath über Bon Jovi bis zu Ian Stuart wurden nie veröffentlicht. Gemeinsam mit Stuart gründete er die Neonazi-Band White Diamond, welche aber nur eines von diversen Projekten bleiben sollte. Gemeinsam traten sie auch als Liedermacher auf und veröffentlichten die Reihe „Ian Stuart & Stigger - Patriotic Ballads“, die unter anderem bei Konzerten in Stuttgart aufgenommen wurde. Stephen Calladine war außerdem einer der sogenannten „Cottbus Six“, die am Rande eines Skrewdriver-Gigs in Cottbus in eine Messerstecherei verwickelt waren und für kurze Zeit inhaftiert waren. Nach ihrer Freilassung erschienen sie nicht zum angekündigten Prozess und ließen ihn so platzen.
Wie auch Stuart unterstützte er von 1994 bis 1998 die britische Terrororganisation Combat 18, die maßgeblich aus der Skrewdriver-Security hervorging, trat bei deren Konzerten auf und wurde mehrfach in C18-Videos interviewt.
Nach dem Ende von Skrewdriver gründete Stigger seine Band Warlord, benannt nach einem Album von Skrewdriver, die sich zu Anfang aus dem letzten Skrewdriver-Schlagzeuger (verstorben) und dem Bassisten „Sisco“ zusammensetzte.  Mit „Sisco“ bestreitet er bis heute seine Auftritte als Liedermacher. Die Band veröffentlichte bislang vier Alben, die stilistisch an Skrewdriver orientiert sind. Stilistisch folgten die ersten beiden Warlord-Veröffentlichungen dem Rock'n'Roll, bis hin zum Hard-Rock, allerdings mit zum Teil auch balladesken Stücken. Die letzte Veröffentlichung The Last Command tendiert jedoch stark in die Richtung des britischen Rock der Siebziger. Außerdem veröffentlichte Stigger auf zahlreichen „ISD-Tribute“-Samplern, hauptsächlich aus dem Umfeld der Blood-and-Honour-Bewegung und trat auf deren Konzerten auf. Daneben ist er auch Mitglied der Skrewdriver-Coverband Skrew You, bei der David Surette, auch bekannt als Griffin, von der kanadischen Band Stonehammer spielt.  Außerdem tritt er bei Konzerten als Unterstützer der British National Party, der NPD sowie in jüngster Vergangenheit auch für Die Rechte auf.
Eine Spezialität von Stigger sind Kollaborationsalben und Split-Alben mit anderen Rechtsrock-Größen, die meist bei gemeinsamen Konzerten entstanden. In Deutschland kollaborierte er mit André Lüders, die beiden nahmen die CD Live zum Heldengedenken auf. Zusammen mit Steffen von Noie Werte und Ian Stuart war er Gründungsmitglied des Projektes German-British Friendship, das zwischen 1995 und 2007 mehrere Alben veröffentlichte. Calladine war nicht an allen Alben beteiligt. Ziel des Projektes war eine Zusammenarbeit zwischen britischer und deutscher Skinhead-Szene. Der Zweite Weltkrieg  wurde in diesem Sinne als „Bruderkrieg“ umgedeutet, der auf einem Missverständnis beruhen würde. Seine verschiedenen Projekte veröffentlicht Calladine über eine Reihe von deutschen Labeln, darunter Pühses Liste, Hate Society Records und PC-Records. 2002 veröffentlichte er zusammen mit John Cartwright von der schottischen Band Nemesis das Rechtsrock-Album Ballads for the New Britain unter dem Projektnamen Red, White & Blue als Eigenproduktion.

## Diskografie
Soloalben
- 1998: A Ballad Evening in Denmark (Ragnarock Records)

Kollaborations- & Split-Alben
- 1991: Ian Stuart & Stigger – Patriotic Ballads (Rock-O-Rama Records)
- 1992:  German-British Friendship – Als der Schnee fiel (Skull Records)
- 1992: Ian Stuart & Stigger – Patriotic Ballads II (Our Time Will Come) (Rock-O-Rama Records)
- 1994: Ken & Stigger – Pride (ISD Records)
- 1994: German-British Friendship – Songs of Hope (G.B.F. Records)
- 2000: Ken McLellan & Stigger – Stand (Pühses Liste)
- 2001: Stigger & Sisco/André Lüders – Live zum Heldengedenken (Front Records)
- 2002: Red, White & Blue – Ballads for the New Britain (Eigenproduktion)[11]
- 2005: German-British Friendship – Nie wieder Bruderkrieg! No More Brother Wars (Barbarossa Records)

Mit Skrewdriver
- 1991: The Strong Survive (Rock-O-Rama)
- 1992: Freedom What Freedom (Rock-O-Rama)
- 1992: Land on Fire (Rock-O-Rama, indiziert[12])
- 1994: Hail Victory (Rock-O-Rama, indiziert[13][12])

Mit Warlord
- 1996: An Old and Angry God Awakes (ISD Records)
- 1999: Theatre of War (Movement Records)
- 2006: The Last Command (Tuono Records)
- 2010: Ascension (PC-Records)

Mit White Diamond
- 1991: The Reaper (Rock-O-Rama Records)
- 1991: It’s a Hard Road (7’’, Street Rock’n’ Roll)
- 1992: The Power & the Glory (Glory Records)
- 2006: True Blood (Kompilation, ISD Records)